# رابرت آدام
 رابرت آدام (انگلیسی: Robert Adam؛ ۳ ژوئیهٔ ۱۷۲۸ – ۳ مارس ۱۷۹۲) یک معمار اهل اسکاتلند بود.

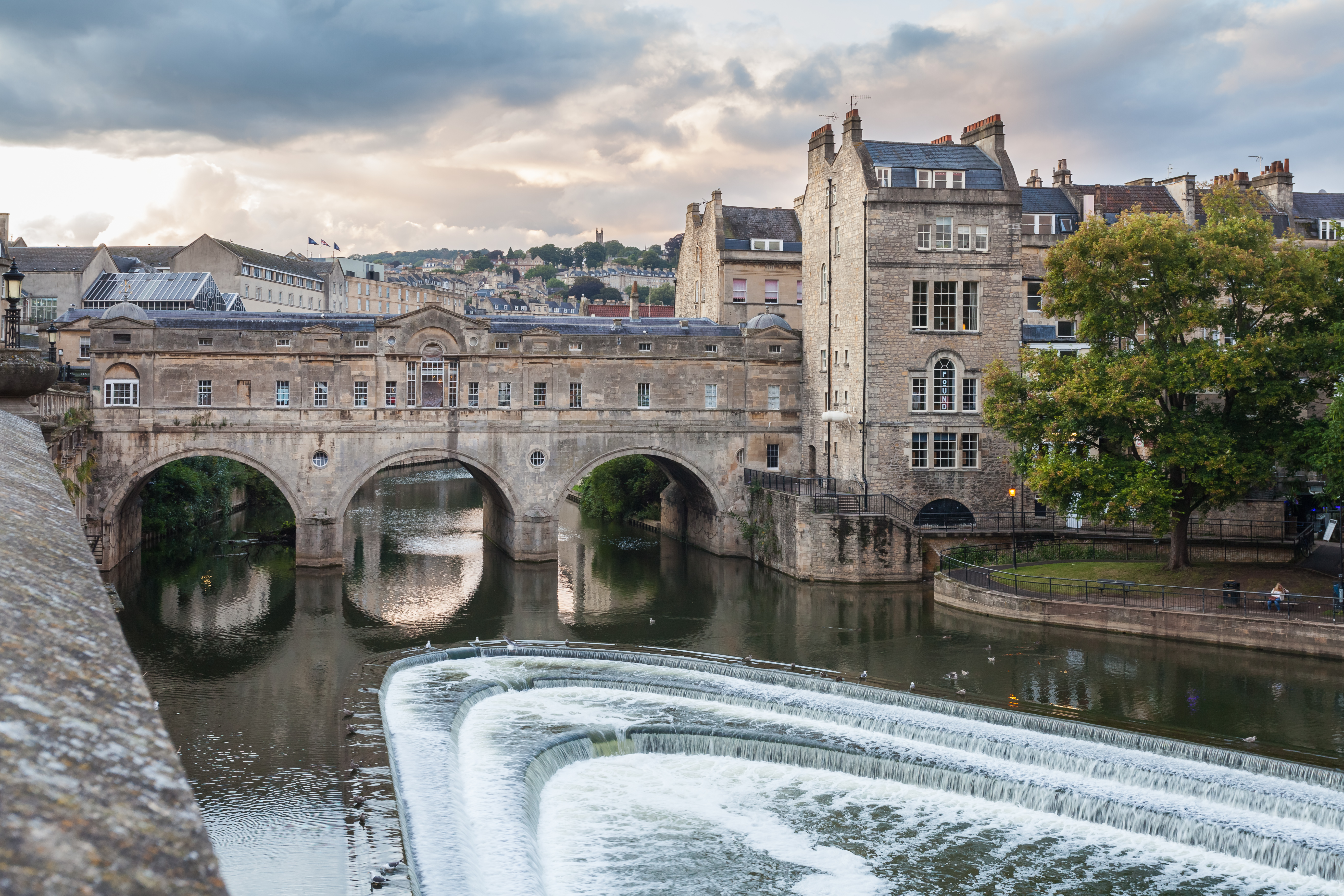
پل پولتنی پلی بر روی رودخانه آون در باث انگلستان است. تا سال ۱۷۷۴ تکمیل شد و شهر را با زمین‌های خانواده پولتنی که قرار بود توسعه یابد پیوند داد. این پل توسط رابرت آدام به سبک پالادیایی طراحی شده‌است و بسیار غیرمعمول است زیرا در دو طرف آن مغازه‌هایی ساخته شده‌است. این سازه به عنوان یک بنای فهرست‌شده درجه یک تعیین شده‌است. در طی ۲۰ سال از ساخت آن، تغییراتی ایجاد شد که مغازه‌ها را گسترش داد و نماها را تغییر داد. این پل در پایان قرن هجدهم در اثر سیل آسیب دید، اما با طرحی مشابه بازسازی شد. در طول قرن بعد تغییراتی در مغازه‌ها شامل امتدادهای کنسولی در وجه شمالی پل بود. در قرن بیستم چندین طرح برای حفظ پل و بازگرداندن جزئی آن به ظاهر اولیه آن انجام شد و جذابیت آن را به عنوان یک جاذبه توریستی افزایش داد.

## نگارخانه

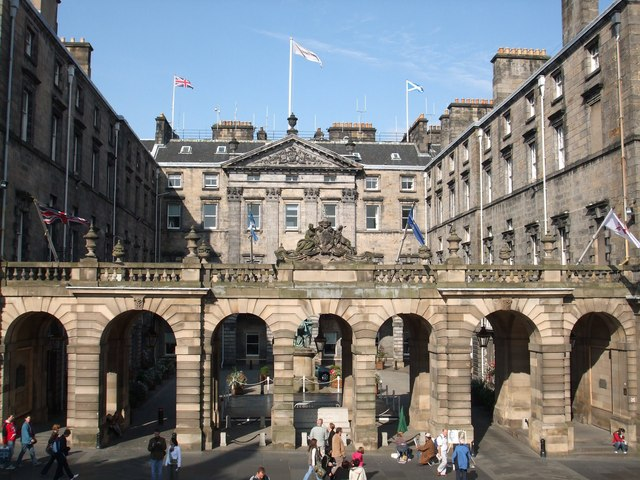
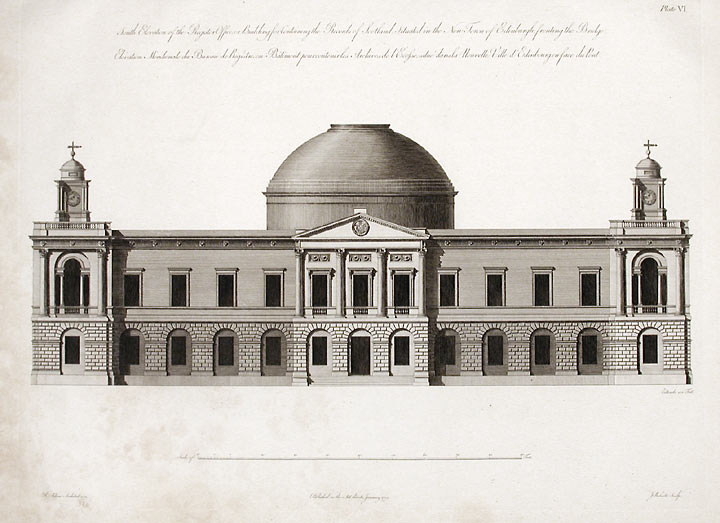
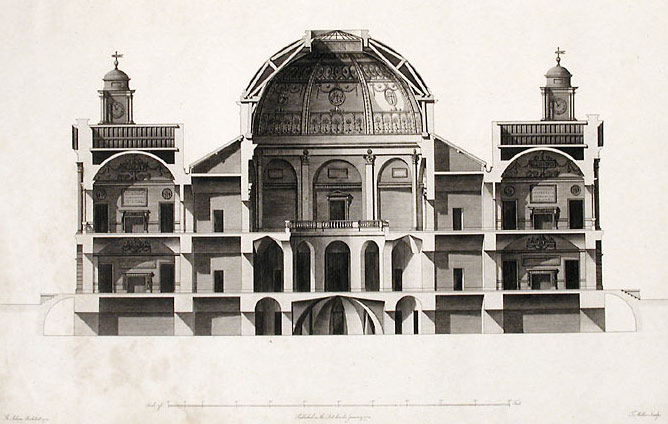
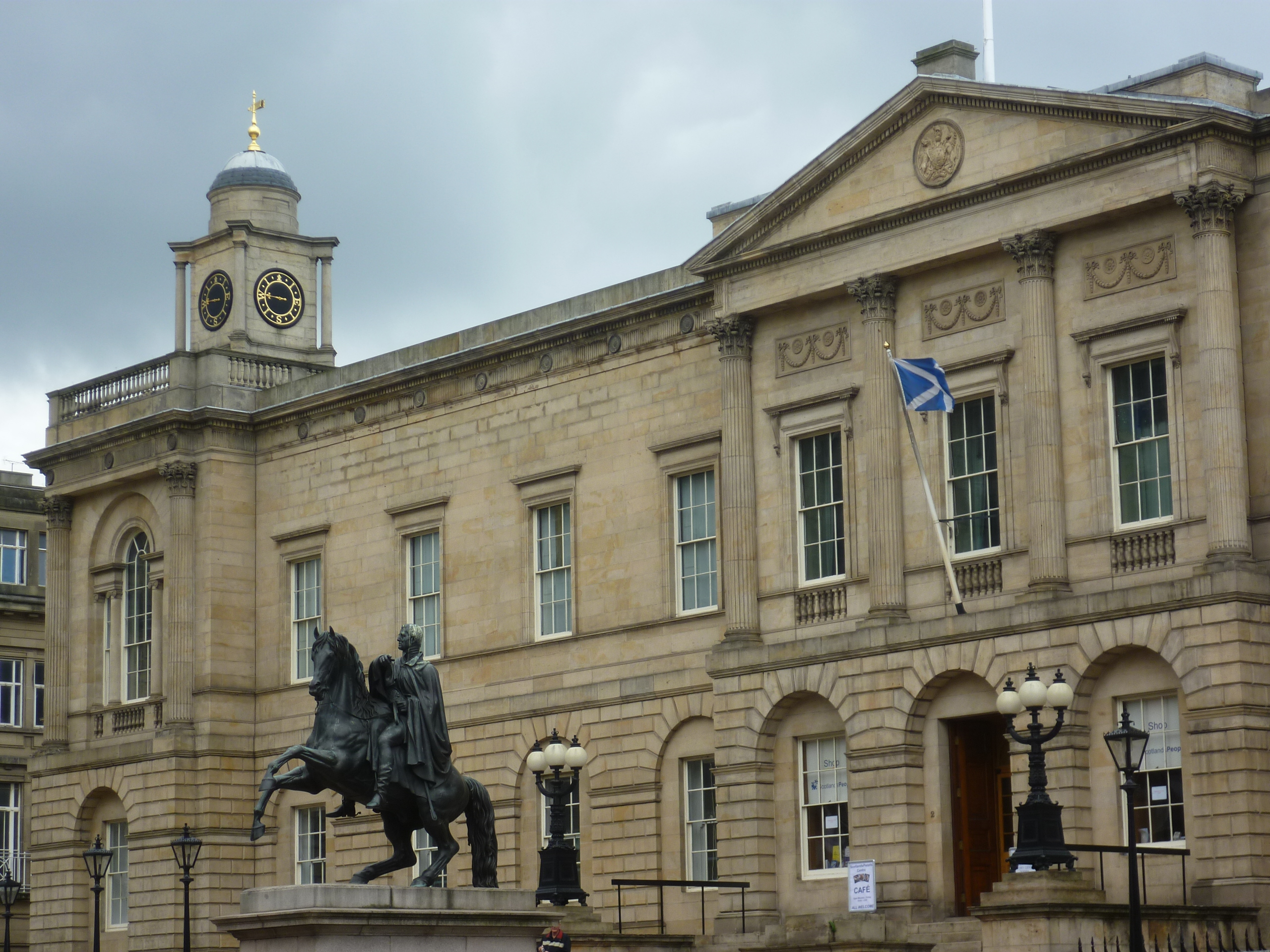
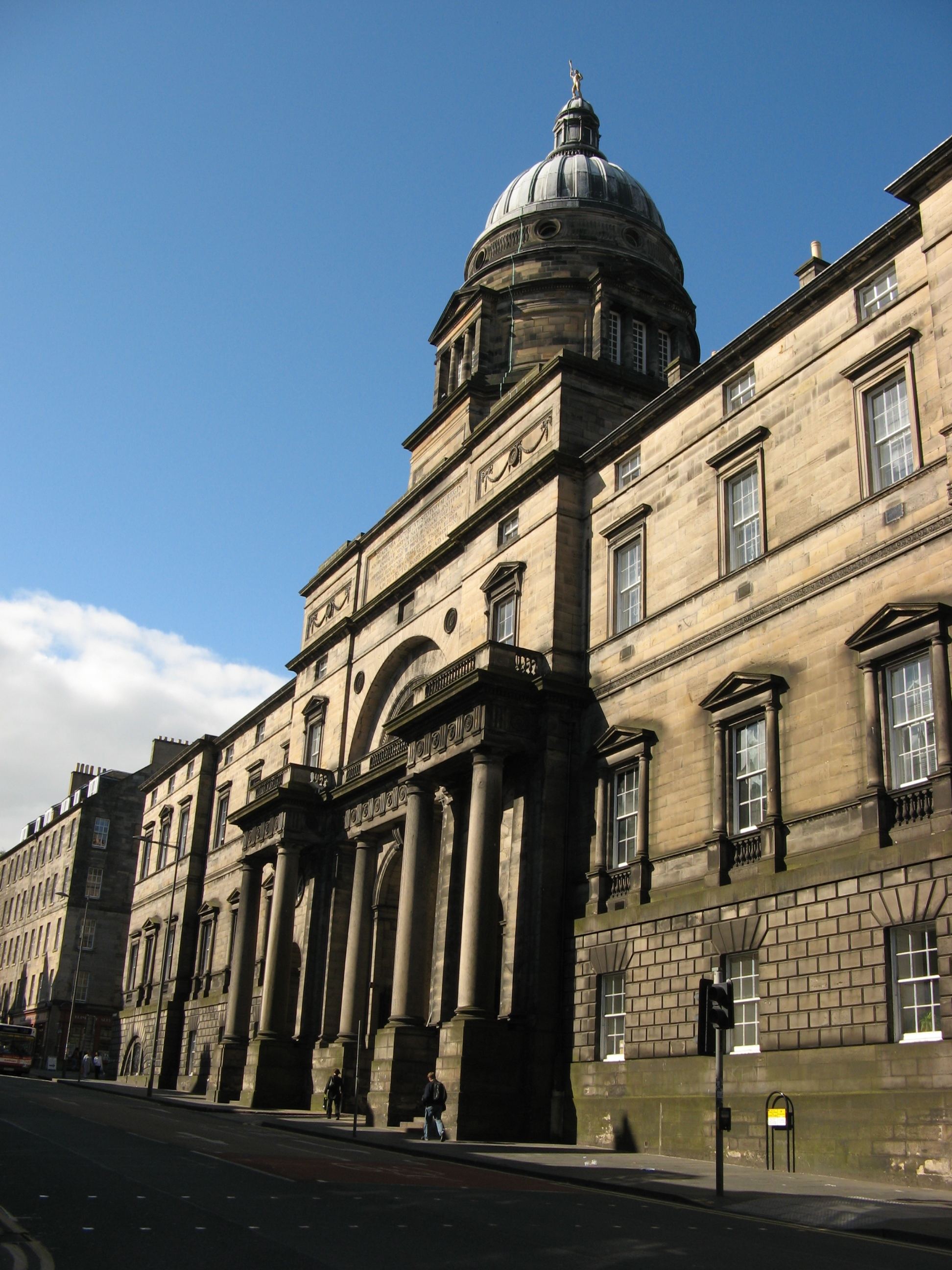
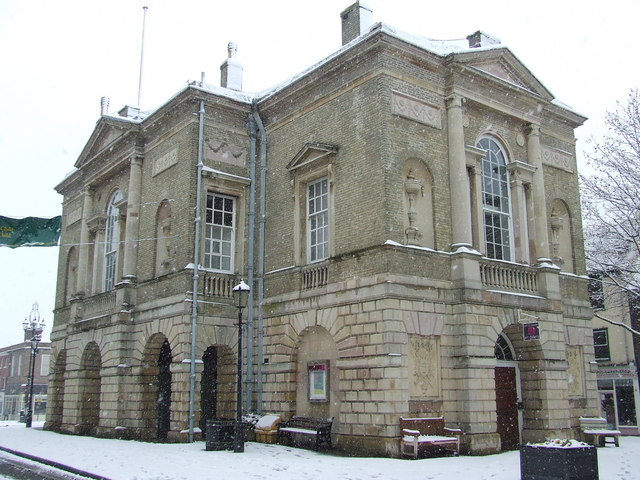
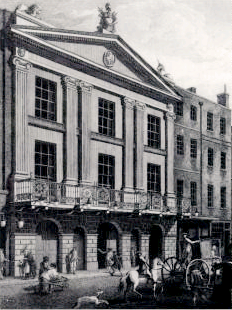
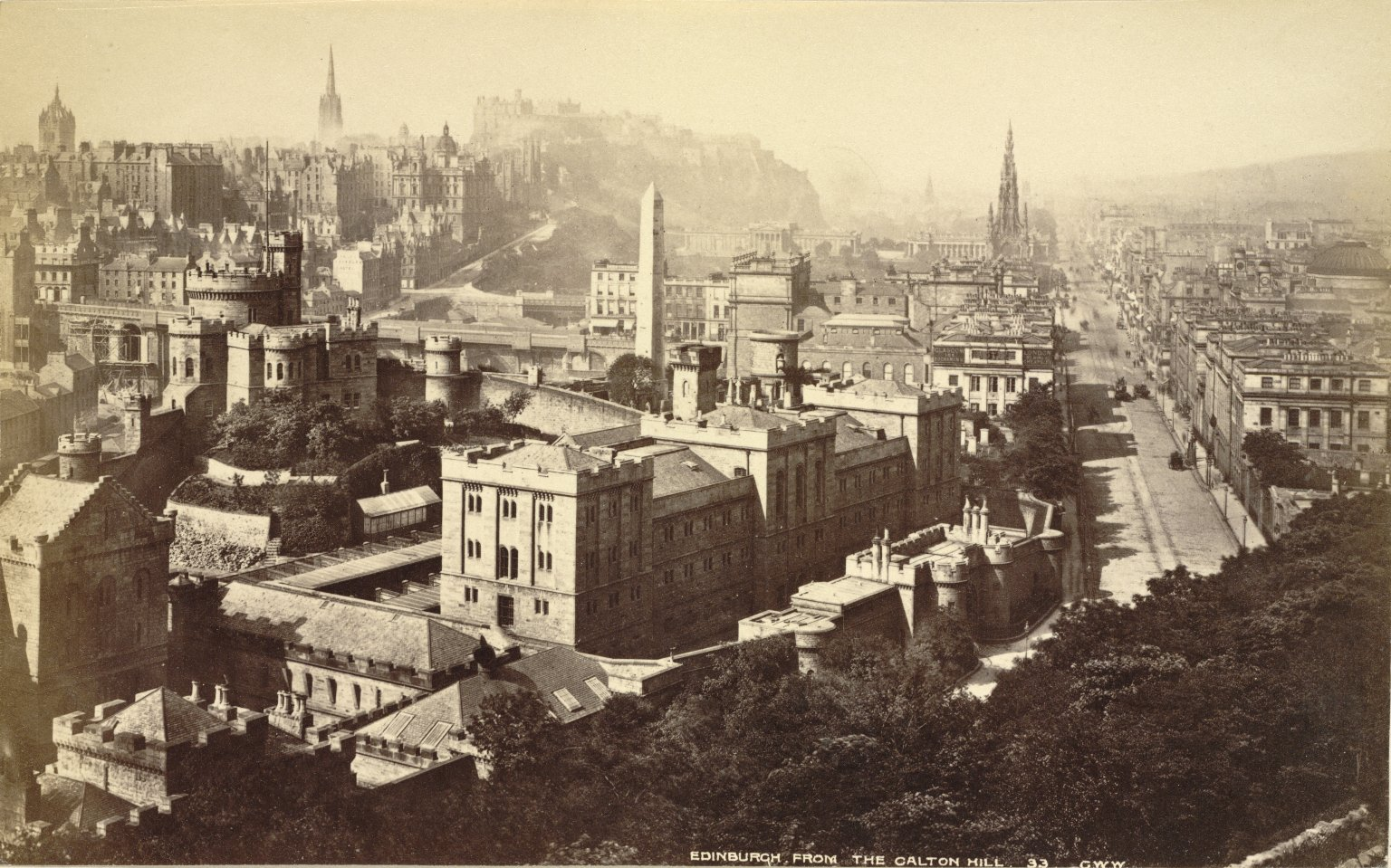
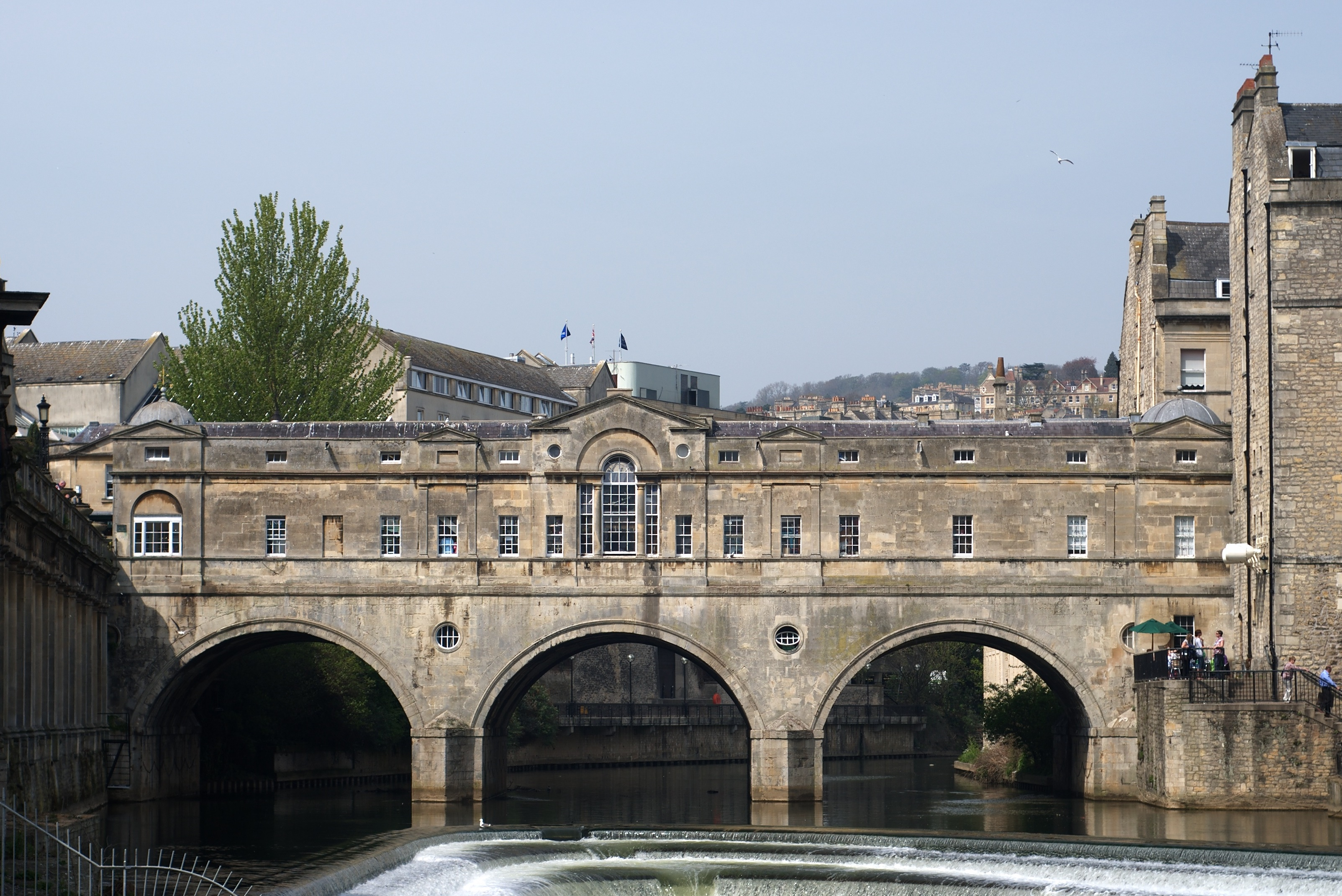
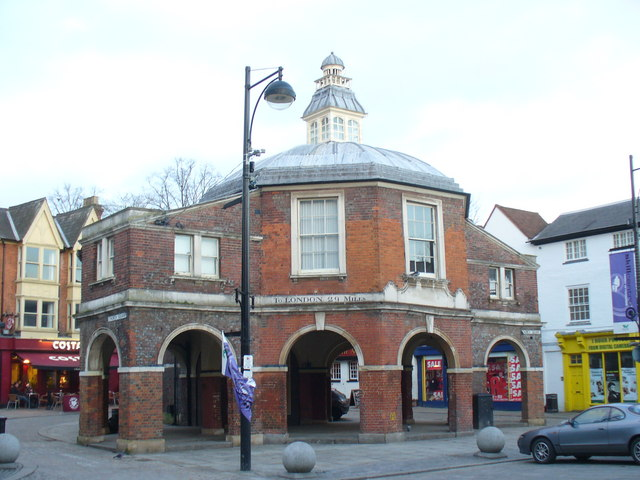
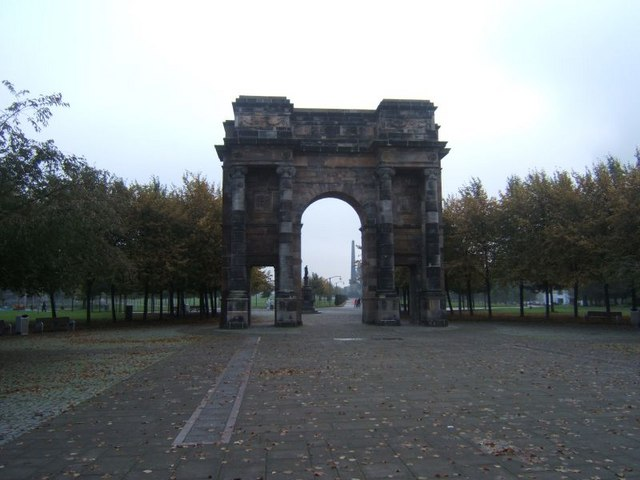
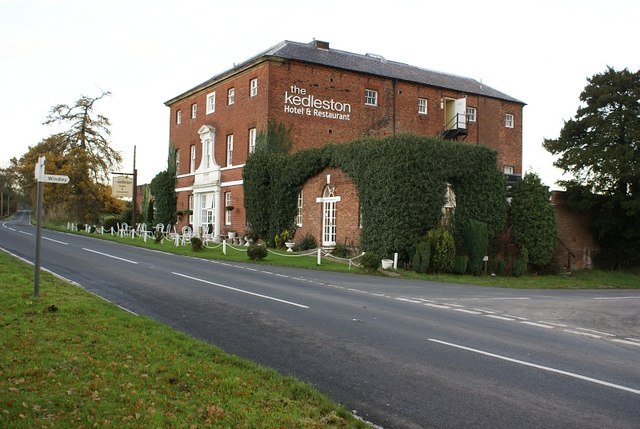